# Valerian Albanov
Valerian Ivanovitsj Albanov (Russisch: Валериан Иванович Альбанов) (Oefa, 26 mei 1882 - Atsjinsk, 1919) was een Russische navigator die vooral bekend werd als een van de twee overlevenden van de noodlottige Broesilov expeditie in 1912.

## Biografie
Albanov werd geboren in 1881 en groeide op bij zijn oom in Ufa. Op zeventienjarige leeftijd begon hij bij aan de zeevaartschool in Sint-Petersburg, alwaar hij in 1904 afstudeerde. Hij werkte aan boord van diverse schepen alvorens aan te monsteren als navigator en luitenant op de Heilige Anna onder Georgi Broesilov voor een expeditie die tot doel had de Noordoostelijke Doorvaart te vinden, iets dat voorheen enkel de Finse ontdekkingsreiziger Adolf Erik Nordenskiöld gelukt was.
De expeditie was slecht gepland en werd slecht uitgevoerd door kapitein Broesilov. De Sint Anna raakte ingesloten door poolijs op de Karazee in oktober 1912. Er waren voldoende voorraden beschikbaar dus de bemanning bereidde zich voor op een overwintering in de hoop het volgende jaar weer te kunnen varen.
Echter, gedurende 1913 bleef de zee het gehele jaar bevroren. Vroeg in 1914 was het schip met het ijs afgedreven en ten noordwesten van Frans Jozefland terechtgekomen. Het leek erop dat ook in dat jaar niet voldoende dooi zou intreden. Albanov geloofde dat de positie hopeloos was geworden. Hij verzocht kapitein Broesilov ontheven te worden van zijn taken om te proberen te voet weer in de bewoonde wereld te geraken. Albanov's doel was om Hvidtenland te bereiken, de meest noordoostelijke eilandengroep van Frans Jozefland. Hij gebruikte Fridtjof Nansen's inaccurate kaart, vol met stippellijnen waar de eilandengroep nog niet in kaart was gebracht.
Dertien andere bemanningsleden begeleidden Albanov. Ze reisden per ski, slee en kajak. Het was moeilijk om vooruitgang te boeken vanwege scheuren in het ijs. Na een lange en tragische tocht over het poolijs bereikte Albanov samen met een aantal anderen Kaap Mary Harmsworth in Frans Jozefland alvorens door te trekken naar Kaap Flora op Northbrook. Ze wisten dat Fridtjof Nansen daar proviand had achtergelaten in een hut van een eerdere expeditie. Albanov en zijn metgezel, matroos Aleksandr Konrad, werden als enigen gered terwijl zij zich voorbereidden op de winter.
In 1917 schreef Albanov het verslag van zijn reis en over de ziekte van Broesilov, het gebrek aan kaarten en boeken over het gebied waar men doorheen voer en dat de expeditie onvoldoende was toegerust op de situatie in het noordpoolgebied. Sommige feiten uit het verhaal van Albanov worden echter door sommigen in twijfel getrokken daar Albanov al voor de start van de reis regelmatig ruzie had met Broesilov en beiden in de loop van de reis gezworen vijanden van elkaar werden.